# Замок Дансеверік

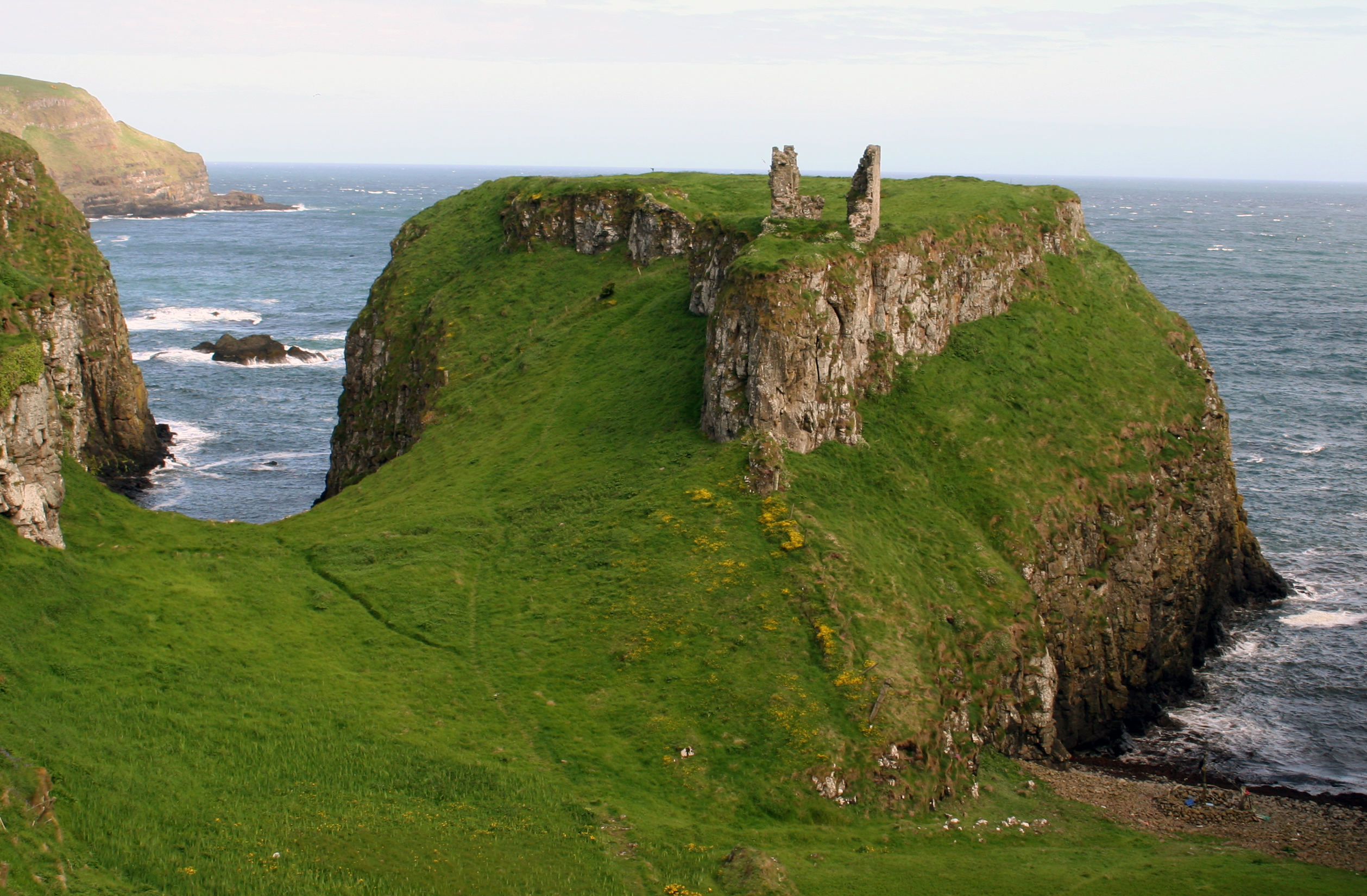
Замок Дансеверік.

Замок Дансеверік (англ. Dunseverick Castle) — один із замків Ірландії, розташований у графстві Антрім, Північна Ірландія, біля однойменного селища, недалеко від геологічної пам'ятки «Дорога Гігантів». Замок Дансеверік стоїть на маленькому півострові, що оточений морем і скелями.

## Історія замку Дансеверік
В ірландських літописах є записи про те, що замок Дансеверік стояв ще в V столітті. І що святий Патрік відвідав у V столітті цей замок, де він охрестив володаря цього замку — місцевого вождя клану і короля Олкана, що пізніше став єпископом Ірландії. Про цей замок відомо, що в 870 році на замок здійснили напад вікінги.
У VI столітті замком володів Фергус Мор Мак Ерк — Вергус Великий (ірл. Fergus Mor MacEirc) — король Дал Ріади, двоюрідний брат верховного короля Ірландії Муйркертайга (Муртага) Мак Ерка. Також відомо, що саме з цього замку до нинішньої Шотландії близько 500 року був вивезений камінь Ліа Фаль — «Камінь Долі» — священний камінь Ірландії, на якому відбувалась коронація верховних королів Ірландії. Верховний король Ірландії Муйркертайг позичив його королю Фергусу, що переніс свою столицю королівства Дал Ріада з Ірландії на територію нинішньої Шотландії після того як ірландське королівство Дал Ріада завоювало західну частину нинішньої Шотландії (тоді — королівства Альба).
Клан О'Каган (О'Кахан) володів замком Дансеверік від 1000 до 1320 року. Потім клан втратив цей замок, але пізніше — у середині XVI столітті знову здобув і відбудував. Остнанній волода замку Дансеверік Гіолла Дув О Кахайн (ірл. Giolla Dubh Ó Catháin), що покинув цей замок у 1657 році і оселився на землях Крайг (Лісбелланагроах). У 1660 році про нього пишуть в англоїзованій формі його імені — як про МакКейна чи О'Кейна.
У 1642 році під час громадянської війни на Британських островах (так званої «Війни Трьох Королівств») замок Дансеверік захопив і зруйнував генерал Роберт Манро. Він командував військами Олівера Кромвеля, що жорстоко придушили ірландське повстання. Замок нині перебуває в повній руїні, від нього мало що залишилося — лишилися тільки руїни так званих «Великих Воріт». Одна з веж замку була зруйнована морем у 1978 році.
Колись у давні часи до замку вела одна з п'яти королівських доріг Ірландії (одна з п'яти так званих сліхте), що називалась Сліге Мідлуахра (ірл. Slige Midluachra), що закінчувалась в замку Дансеверік. Дорога вела від замку до міста Емайн Маха — столиці королівства Улад, далі до Тари — сакральної столиці Ірландії, резиденції Верховних королів Ірландії, потім до річки Ліффі і до місця, де нині стоїть Дублін.